# Coupe d'Angleterre de football 1871-1872
Navigation
Coupe d'Angleterre 1872-1873
La Coupe d'Angleterre de football 1871-1872 est la 1re édition de la Coupe d'Angleterre de football. Wanderers remporte la première Coupe d'Angleterre de football au détriment de Royal Engineers sur le score de 1-0 au cours d'une finale jouée dans l'enceinte du stade de Kennington Oval à Londres.
En juillet 1871, dans les bureaux du journal The Sportman, Charles Alcock et cinq membres de la Football Association décidèrent de créer une compétition à élimination directe. Seulement 15 clubs de la FA sur 50 acceptèrent de participer à la première Coupe d'Angleterre.

## Équipes par tour
| Premier tour | Deuxième tour | Troisième tour | Demi-finales | Finale |
| ------------ | ------------- | -------------- | ------------ | ------ |
| 15           | 9             | 5              | 4            | 2      |

## Premier tour
- 11 novembre 1871 : Barnes 2-0 Civil Service
- 11 novembre 1871 : Crystal Palace[2] 0-0 Hitchin (les deux clubs qualifiés pour le deuxième tour)
- 11 novembre 1871 : Maidenhead 2-0 Great Marlow
- 11 novembre 1871 : Clapham Rovers3-0 Upton Park
- 11 novembre 1871 : Royal Engineers - Reigate Priory (forfait de Reigate Priory)
- 11 novembre 1871 : Wanderers - Harrow Chequers (forfait d'Harrow)
- Donington School, Hampstead Heathens et Queen's Park qualifiés d'office pour le deuxième tour

## Deuxième tour
- 16 décembre 1871 : Clapham Rovers 1-3 Wanderers
- 16 décembre 1871 : Crystal Palace 3-0 Maidenhead
- 23 décembre 1871 : Barnes 0-0 Hampstead Heathens (match à rejouer)
- 6 janvier 1872 : Hampstead Heathens 2-0 Barnes (match rejoué)
- 10 janvier 1872 : Hitchin 1-3 Royal Engineers AFC[3]
- 10 janvier 1872 : Queen's Park - Donington School (forfait de Donington)

## Troisième tour
- 20 janvier 1872 : Wanderers 0-0 Crystal Palace (les deux clubs qualifiés pour les demi-finales)
- 27 janvier 1872 : Royal Engineers 2-0 Hampstead Heathens
- Queen's Park qualifié d'office pour les demi-finales

## Demi-finales
- 17 février 1872 : Royal Engineers 0-0 Crystal Palace (match à rejouer)
- 9 mars 1872 : Royal Engineers 3-0 Crystal Palace (match rejoué)
- 5 mars 1872 : Wanderers 0-0 Queen's Park (match à rejouer)
- 9 mars 1872 : Wanderers - Queen's Park (forfait de Queen's Park pour le match à rejouer)

## Finale
| Titulaires : |  |
| |  |
| Reginald de Courtenay Welch Edgar Lubbock Albert Thompson Charles Alcock Edward Bowen Alexander Bonsor Morton Betts William Crake Thomas Hooman Robert Vidal Charles Wollaston |  |

| Titulaires : |  |
| |  |
| William Merriman Francis Marindin George Addison Alfred Goodwyn Hugh Mitchell Edmund Creswell Henry Renny-Tailyour Henry Rich Herbert Muirhead Edmond Cotter Adam Bogle |  |

| Titulaires : |  |
| |  |
| Reginald de Courtenay Welch Edgar Lubbock Albert Thompson Charles Alcock Edward Bowen Alexander Bonsor Morton Betts William Crake Thomas Hooman Robert Vidal Charles Wollaston |  |

| Titulaires : |  |
| |  |
| William Merriman Francis Marindin George Addison Alfred Goodwyn Hugh Mitchell Edmund Creswell Henry Renny-Tailyour Henry Rich Herbert Muirhead Edmond Cotter Adam Bogle |  |

| Wanderers | Royal Engineers |